# Христо Христов (журналист)
Вижте пояснителната страница за други личности с името Христо Христов.
Христо Станев Христов (р. на 4 март 1967 г.) е български разследващ журналист и документалист, изследващ архивите на бившата Държавна сигурност (ДС), задграничните дружества с българско участие на социализма на Народна република България, организираната престъпност, работата на МВР и специалните служби. Автор на редица исторически монографии и три поетични книги.
Като изследовател работи със съдебни архиви, обект на които са различни престъпления на социализма и до които други изследователи или историци не са имали достъп. Той е единственият журналист и изследовател, водил и спечелил съдебни дела за достъп до документи на ДС в периоди, когато държавното управление е водило рестриктивна политика. По този начин прави обществено достъпни редица документални факти от социалистическото минало, които отсъстват в другите държавни архиви.

## Биография
Христо Христов е роден на 4 март 1967 г. в град Етрополе.

### Вестник „Демокрация“ и първи книги
Журналистическата си кариера започва като репортер през октомври 1990 г. във вестник „Демокрация“. В периода 1991 – 1997 г. е съдебен репортер, като отразява водените по това време следствени и съдебни дела за престъпленията при социализма. През 1997 г. оглавява отдел „Вътрешна информация“, а през 2000 г. е специален кореспондент в „Демокрация“.
През 1998 г. получава безпрецедентен достъп от председателя на Военната колегия на Върховния съд и зам.-председател на Върховния съд ген. Николай Чирипов до 48-те тома от все още неприключилото тогава секретно дело за последните лагери на социализма край Ловеч и Скравена. Изследването на делото става основа за първата му документална книга и филм „Секретното дело за лагерите“.
През същата година получава разрешение от тогавашния министър на вътрешните работи Богомил Бонев да проучи строго секретната разработка на Второ главно управление на Държавна сигурност срещу българския емигрант Борис Арсов, отвлечен от ДС през пролетта на 1974 г. от Дания и убит няколко месеца по-късно в Пазарджишкия затвор. В делото е запазен строго секретен план за убийството на емигранта с конкретни указания за действия за агента, натоварен с „мократа поръчка“. Разработката срещу Арсов е открита в началото на 90-те години в архива на ДС от следователите по делото за убийството на Георги Марков Богдан Карайотов и ген. Коста Богацевски и ги убеждава, че Държавна сигурност е използвала убийствата като средство за ликвидиране на български емигранти, критици на социалистическото управление. Секретните материали стават основа за книгата и документалния филм на Христов „Държавна сигурност срещу българската емиграция“.
През 2000 г. от Върховния административен съд (ВАС) му е разрешено да работи с делото за унищожаване на досиетата на писателя Георги Марков, по което през 1992 г. е признат за виновен и осъден на лишаване от свобода последният началник на Първо главно управление на ДС ген. Владимир Тодоров. Делото разкрива механизма на унищожаване на досиетата на писателя през 1990 г., както и кръга от висши ръководители на ДС, ангажирани с прикриването на документалните доказателства за операцията за ликвидирането на Марков през 1978 г. в Лондон. Христов използва делото за документалния филм „Досиетата „Скитник“ и за книгата си „Убийте „Скитник“.

### Вестник „Дневник“
В периода 2001 – 2009 г. е разследващ журналист във вестник „Дневник“. В него публикува разследвания и анализи по проблемите на достъпа до архивите на бившата Държавна сигурност, организираната престъпност, работата на МВР и специалните служби. Специализира в английския вестник „Гардиън“ (2002) и в Международния център за журналистика във Вашингтон, САЩ (2004).
През 2004 г. Христов печели дело във Върховния административен съд срещу тогавашния министър на вътрешните работи Георги Петканов за отказ на достъп до литерните дела на радиостанциите „Свободна Европа“, Би Би Си и „Дойче веле“, свързани с писателя Георги Марков.
През 2006 г. влиза в колизия с вътрешния министър Румен Петков във връзка с незаконно оповестяване на досиетата на група журналисти, което, според Христов, има за цел да компрометира критикуващия Петков Георги Коритаров. Тогава Христов получава анонимни заплахи да спре публичните си изяви, за да не бъде взривен.
През 2007 г. получава достъп от Върховната касационна прокуратура и Националната следствена служба до следственото дело №4 от 1990 г., заведено за установяване на причините на икономическата катастрофа, завещана от управлението на БКП. Делото, което е най-мащабното разследване на прокуратурата в историята на България, надхвърля 1200 тома и обхваща най-важните икономически решения в периода 1960 – 1990 г. По делото са разпитани ключови фигури както от висшето ръководство на БКП, така и ръководители от стопанския и банков сектор. Въз основа на делото Христов издава книгата „Тайните фалити на комунизма“, в която документално са проследени механизмите и причините, довели до изпадането в неплатежоспособност на социалистическото управление през 1960, 1977 и 1987 г. Част от следствените материали в направленията „Външна търговия“, „Задгранични дружества“ и „Скрит транзит“ Христов използва в книгата си „Империята на задграничните фирми“.
През същата година Христов получава достъп от Върховния касационен съд до делото, образувано срещу Тодор Живков и Милко Балев (известно като дело № 1). Признанията на бившия генерален секретар на БКП, направени от него по делото, влизат в книгата „Тодор Живков. Биография“. Паралелно с това осъжда във Върховния административен съд директора на Националната разузнавателна служба ген. Кирчо Киров за отказа му да предостави достъп до най-важните документи за убийството на Георги Марков – досието на италианеца с датски паспорт Франческо Гулино, единственият заподозрян по случая от българското и британско разследване, както и на документи за сътрудничеството между Първо главно управление (ПГУ) на ДС и КГБ по случая. В резултат на съдебното решение ген. Киров предава в комисията по досиетата над 100 тома архивни материали от ПГУ за ползване от журналиста, които са първите документи на социалистическото разузнаване, станали обществено достояние след промените през 1989 г. Докато работи по случая на Георги Марков, квартирите, в които живее Христов, трикратно са разбивани и ограбвани.
През 2010 г. отразява темата за досиетата в блога „Досиета“ в сайта на вестник „Капитал“.
През януари 2011 г. основава независимия специализиран сайт Desebg.com, предлагащ информация и знание за системата на функциониране на бившата Държавна сигурност като репресивен орган на БКП, както анализ на ролята и мястото ѝ в социалистическата държава и по време на прехода от социализъм към демокрация.
През април 2013 г. Христов оповестява в Държавна сигурност.com, че е получил смъртна заплаха за себе си и семейството си в пощенската кутия на домашния му адрес. Анонимната заплаха е отправена върху къс хартия от негово интервю под заглавие „Пагубно е безразличието към близкото минало“ от 2011 г. за сп. „Диалог“ на Даниела Горчева в Холандия, разпространяващо се и в България. По повод заплахата Христов заявява: „Позволявам си да дам гласност на случая, тъй като заплахите срещу мен в последните месеци ескалират и вече са насочени пряко срещу моето семейството. Смятам, че публичността е част от механизма, чрез който мога да защитя себе си и семейството си“. Христов разкрива информация и за предишни опити да бъде сплашен, включително опити за хакерски атаки срещу Държавна сигурност.com, повреди на семейния му автомобил, заплахи с бомба, взлом в бивши негови квартири и др.
През 2016 г. основава уебсайта pametbg.com (Памет (1944 – 1989)) в памет на пострадали от тоталитарния режим в България.
Сценарист е, заедно с Евелина Келбечева, на документалния филм „16 република. Предателството на БКП“ (2023).

## Награди и отличия
Христо Христов е носител на редица награди и отличия:
- 1999 г. – награда „Паница“ на фондация „Свободна и демократична България“ за най-добро журналистическо разследване.
- 2001 г. – награда „Разследващи журналисти“ на фондация „Разследващи журналисти“, фондация „Гардиън“ и Център за развитие на медиите за най-добро журналистическо разследване.
- 2003 г. – награда „Черноризец Храбър“ на Съюза на издателите в България за най-добро журналистическо разследване.
- 2004 г. – награда „Златен ключ“ за най-добър журналистически материал, свързан с достъпа до информация, на фондация „Програма за достъп до информация“.
- 2005 г. – награда „Черноризец Храбър“ на Съюза на издателите в България за най-добро журналистическо разследване.
- 2005 г. – награда „Златен ключ“ на фондация „Програма достъп до информация“ за цялостен принос към достъпа до информация в България.
- 2006 г. – първа награда на фонд „Георги Василев“, Швейцария, за принос към свободата на духа.
- 2010 г. – първа награда на Комисията за разкриване на документите и за обявяване на принадлежност на български граждани към Държавна сигурност и разузнавателните служби на Българската народна армия за проявена активност и съдействие при отварянето архивите на комунистическите тайни служби.

## Уебсайтове
- desebg.com (2011) – посветен на дейността на бившата Държавна сигурност (ДС)
- agentibg.com (2014) – регистър на сътрудниците на ДС и разузнавателните служби на Българската народна армия (БНА)
- pametbg.com (2016) – в памет на пострадалите от тоталитарния режим